# Thomas Pelham-Holles
Thomas Pelham-Holles, I duque de Newcastle-upon-Tyne (en su segunda creación) y I iduque de Newcastle-under-Lyne (21 de julio de 1693 – 17 de noviembre de 1768), fue un estadista whig británico, cuya vida oficial se extendió a lo largo de la supremacía whig del siglo XVIII. Se le conoce comúnmente como el duque de Newcastle.
Protegido de Sir Robert Walpole, sirvió a sus órdenes durante más de 20 años hasta 1742. Ocupó el poder con su hermano, el primer ministro Henry Pelham, hasta 1754. Luego se heabía desempeñado como Secretario de Estado de forma continua durante 30 años y dominó a los británicos. la política exterior.
Después de la muerte de Henry, el duque de Newcastle fue primer ministro seis años en dos períodos separados. Si bien su primer cargo de primer ministro no fue particularmente notable, Newcastle precipitó la Guerra de los Siete Años y su débil diplomacia le costó el cargo de primer ministro. Después de su segundo mandato, sirvió brevemente en el ministerio de Lord Rockingham, antes de retirarse del gobierno. Era más eficaz como diputado de un líder de mayor capacidad, como Walpole, su hermano o Pitt. Pocos políticos en la historia británica igualaron sus habilidades e industria en el uso del patrocinio para mantener el poder durante largos períodos de tiempo. Su genio apareció como director principal del partido de los Whigs de 1715 a 1761. Usó su energía y su dinero para seleccionar candidatos, distribuir patrocinio y ganar elecciones. Fue especialmente influyente en los condados de Sussex, Nottinghamshire, Yorkshire y Lincolnshire. Su mayor triunfo llegó en las elecciones de 1754.

## Orígenes
Hijo del barón Pelham y de lady Grace Holles, hermana del duque de Newcastle-upon-Tyne; de su padre y su tío murieron durante su adolescencia, lo cual le permitió heredar sus títulos y grandes extensiones de tierra. 

## Carrera política
Pelham-Holles se vinculó al sector whig que apoyaba las reformas separatistas y la proclamación de Jorge I como heredero de la reina Ana. Tras la muerte de la reina Ana, desempeñó un papel clave en la aceptación del rey Jorge I y se vinculó al equipo político del líder whig y primer ministro Robert Walpole. En 1717 fue designado lord chambelán, encargado de la supervisión de las compañías de teatro; durante este periodo, logró hacer elegir más de veinte miembros de la Cámara de los Comunes gracias al poder económico y político de su familia.
En 1724 fue nombrado secretario de Estado para el Departamento Sur, teniendo a cargo las relaciones del gobierno con la región sur de Inglaterra, Gales, Irlanda, las colonias americanas y los gobiernos de Europa. Se mantuvo en el cargo por más de veinte años, pese a la salida de Walpole del gobierno en 1742; un año después, su hermano Henry Pelham se convierte en primer ministro, por lo que se consolida como uno de los miembros más influyentes del gobierno y uno de los actores más respetados de la política europea. En 1748 pasó a la secretaría de Estado del Departamento Norte, a cargo de las relaciones con Escocia y el norte de Inglaterra y en 1754 sucede a su hermano como primer ministro, hasta 1756.
Entre 1757 y 1762 vuelve a ejercer como primer ministro, para luego liderar la oposición y mantenerse activo en la Cámara de los Lores hasta su fallecimiento.